# Chasse-sur-Rhône
Chasse-sur-Rhône är en kommun i departementet Isère i regionen Auvergne-Rhône-Alpes i sydöstra Frankrike. Kommunen ligger i kantonen Vienne-Nord som tillhör arrondissementet Vienne. År 2022 hade Chasse-sur-Rhône 6 484 invånare.

## Befolkningsutveckling
Antalet invånare i kommunen Chasse-sur-Rhône
Referens:INSEE